# Reza Zarrab
Reza Zarrab, türkisch Rıza Sarraf, persisch رضا ضراب, DMG Reżā Żarrāb (geboren 12. September 1983 in Täbris, Iran), ist ein iranisch-türkischer Unternehmer.

## Frühes Leben
Reza Zarrab wuchs in Aserbaidschan und in der Türkei auf. Er besitzt sowohl die türkische als auch die iranische Staatsangehörigkeit. Zudem ist er auch im Besitz eines mazedonischen Passes. Seine unternehmerische Karriere begann er 2008 mit der Firma Royal Maritime A.S, dazu kam 2010 die Royal Holding, die er mit seinem Bruder Mohammed Zarrab (Can Sarraf) gründete. Sein Chauffeur wurde 2011 bei einer Reise von Russland in die Türkei aufgrund von 150 Millionen US-Dollar, die er in bar bei sich hatte, verhaftet und des illegalen Geldtransportes beschuldigt. Trotz der Anschuldigungen wurde er später freigelassen.
Nach Darstellung des Twitter-Accounts @haramzadeler333 soll der Türkische Geheimdienst (Millî İstihbarat Teşkilâtı) 2013 den damaligen Ministerpräsidenten Recep Tayyip Erdoğan auf die korrupten Verhältnisse zwischen Zarrab und einigen Kabinettsmitgliedern der AKP hingewiesen haben, worauf hin er eine türkische Staatsangehörigkeit bekam. Daraufhin wurde er von einigen Seiten beschuldigt, sich diese mit Geld erkauft zu haben.
Zarrab war mit der türkischen Sängerin Ebru Gündeş verheiratet, sie haben ein Kind.

## Korruptionsskandal 2013
Zarrab wurde am 17. Dezember 2013 in der Türkei im Zusammenhang mit dem Korruptionsskandal in der Türkei aufgrund von Verstrickungen zwischen ihm und den Söhnen von drei AKP-Ministern (Erdoğan Bayraktar, Muammer Güler, Zafer Çağlayan) und einem ehemaligen EU-Minister (Egemen Bağış) verhaftet. Vier Tage später wurde von einem Gericht ein Haftbefehl gegen ihn, die drei Ministersöhne und den ehemaligen EU-Minister erlassen. Ihnen wurde Bestechung, Schmuggel und Korruption vorgeworfen. Zarrab kam aber nach zwei Monaten Untersuchungshaft auf Betreiben des türkischen Ministerpräsidenten Recep Tayyip Erdoğan wieder frei und wurde rehabilitiert.

## Verhaftung und Prozess in den USA
Am 19. März 2016 wurde Zarrab auf einer Urlaubsreise in Miami wegen des Verdachts auf Geldwäsche verhaftet. Er wurde beschuldigt, gegen verschiedene Bestimmungen der US-Embargobeschlüsse wegen des Iranischen Atomprogramms verstoßen zu haben. Die US-Staatsanwaltschaft wirft Zarrab Geldwäsche, Umgehung des Iran-Embargos und Bankbetrug vor. Er habe dabei im Wissen der türkischen Regierung gehandelt. Eine Haftverschonung gegen Kaution wurde vom Staatsanwalt Preet Bharara abgelehnt. Zarrab wird unter anderem von Rudy Giuliani und Michael Mukasey verteidigt.  Während der Ermittlungen wurde eine Spende von Zarrab an eine Stiftung Emine Erdoğans bekannt, woraufhin die Anklage enge (für die Anklage wichtige) Verbindungen zwischen ihm und Recep Tayyip Erdoğan vorwarf. Trotz Erdoğans Aussage, der Prozess sei nicht Sache der Türkei, haben er und einige Minister übereinstimmenden Medienberichten zufolge versucht, ihr amerikanisches Gegenüber von einem Fallenlassen der Anklage zu überzeugen: Am 21. September 2016 habe Erdoğan dies bei einem Treffen mit dem damaligen Vizepräsidenten der USA, Joe Biden, versucht. Auch seine Ehefrau habe dies mit Bidens Lebensgefährtin getan. Bekir Bozdağ, AKP-Justizminister, habe gleiches versucht. Berichten zufolge habe Erdoğan auch versucht, Zarrabs Freilassung mit einer Freilassung eines in der Türkei verhafteten US-Pastors zu erwirken.
Die Verhandlung in New York begann am 27. November 2017. Es wurde bekannt, dass Zarrab einen Deal mit der US-Justiz vereinbart hat und als Kronzeuge im Prozess gegen den ehemaligen Vizedirektor der Halkbank, Mehmet Hakan Atilla, aussagen wird. Zarrab gab vor Gericht an, einen mehrere Milliarden US-Dollar schweren Goldhandel zwischen der Türkei und dem Iran betrieben zu haben, um iranische Gelder zu waschen. Dabei seien UN- und US-Sanktionen umgangen worden. Um das Geschäft zu ermöglichen, habe er horrende Schmiergelder an die damalige türkische Regierung gezahlt, darunter circa 50 Millionen Euro, sieben Millionen Dollar und 2,4 Millionen Lira an den früheren Wirtschaftsminister Mehmet Zafer Çağlayan. Çağlayan habe gegenüber Zarrab bestätigt, dass die Geschäfte vom damaligen Ministerpräsidenten Recep Tayyip Erdoğan und Finanzminister Ali Babacan angeordnet worden seien. Am Tag nach Zarrabs Aussagen über Erdoğan ordnete ein türkischer Staatsanwalt an, das Vermögen des Unternehmers und seiner Verwandten zu beschlagnahmen. Zudem wurden 17 Menschen aus Zarrabs Umfeld festgenommen.

## Sonstiges
Der iranischen Regierung galt er angeblich als Helfer des iranischen Geschäftsmanns Babak Sandschani, der wegen Wirtschaftsverbrechen im Iran 2013 inhaftiert und 2016 zum Tode verurteilt wurde.
Juni 2015 wurde Zarrab von Seiten der türkischen Regierung für seine Exportdienste ausgezeichnet. Bei der Verleihung war neben Vize-Ministerpräsident Numan Kurtulmuş und Finanzminister Nihat Zeybekci auch Staatspräsident Erdoğan anwesend.